# Ángel de Apraiz
Ángel de Apraiz, auch Ángel de Apraiz y Buesa, (geboren am 25. Juli 1885 in Vitoria; gestorben am 22. Juni 1956 in La Coruña) war ein spanischer Kunsthistoriker.

## Leben
Ángel de Apraiz war der älteste Sohn einer wohlhabenden Familie. Seine Eltern waren Odón de Apraiz y Sáenz de Elburgo, Doktor der Philosophie und Literatur, und Julia Buesa Martínez del Campo. Nach seiner schulischen Ausbildung bei den Padres Marianistas begann er ein Studium am Colegio Universitario de Deusto. Im Jahr 1900 schloss er das Studium an der Fakultät für Philosophie und Literaturwissenschaften an der Universität Salamanca ab. 1905 wurde er in Madrid mit einer Arbeit über Inês de Castro promoviert. Noch im selben Jahr schloss er zudem ein Studium der Rechtswissenschaften an der Universität Salamanca ab. Im Jahr 1911 übernahm er den Lehrstuhl für Literatur- und Kunsttheorie an der Universität Salamanca, wo er acht Jahre lang blieb und sich mit Miguel de Unamuno, dem damaligen Rektor der Universität, anfreundete. Im Jahr 1914 erhielt er kurz vor dem Ausbruch des Ersten Weltkriegs ein Stipendium für eine mehrmonatige Reise durch Europa und die Vereinigten Staaten. Dabei besuchte er unter anderem im Januar Paris, reiste weiter nach Großbritannien, wo er in Oxford und London weilte, um von hier aus die Überfahrt nach Amerika anzutreten. Von New York aus unternahm er im Juli einen Ausflug zu den Niagarafällen und kehrte im August nach Europa zurück. Hier besuchte er zunächst Holland und beabsichtigte auch Deutschland aufzusuchen, doch der Beginn des Krieges ließ ihn nach Spanien zurückkehren. Er setzte seine Reise nun durch Portugal, Galizien, Asturien und Kantabrien fort. Bei dieser Gelegenheit vertiefte er seine Sprachkenntnisse und knüpfte neue Kontakte. Neben Französisch verstand er Englisch und erlernte auch Deutsch.
De Apraiz setzte sich für die Schaffung einer eigenständigen baskischen Universität ein und verwies darauf, dass es an den Universitäten von Saragossa, Madrid, Valladolid und Salamanca eine Vielzahl baskischer Studenten gäbe, die dort ihren Abschluss machten. Doch konnte er seine Pläne nicht verwirklichen, denn sein Vater bat ihn auf dem Sterbebett seine Nachfolge, anzutreten und sich um die Familie zu kümmern. 1919 wechselte er an die Universität Barcelona, in Barcelona lebten bereits seine Brüder Odón, Ricardo und Emilio lebten. Er unterrichtete zudem an der „Escola del Treball“, arbeitete mit dem Archiv für Ethnographie und Folklore zusammen und war Mitglied der Denkmalkommission von Katalonien. Am 15. Juni 1933 begab er sich gemeinsam mit einigen Professorenkollegen und einer Gruppe von Studenten auf eine Mittelmeerkreuzfahrt.
Der Ausbruch des Spanischen Bürgerkriegs zwang ihn, seine Professur aufzugeben und mit seiner Familie ins Exil zu gehen, da er sich für den Erhalt der baskischen Kultur engagierte. Sie wohnten von Mai 1937 bis September 1939 in einer kleinen Mietwohnung in der französischen Gemeinde Bidart. 1941 kehrte er nach Salamanca zurück und erhielt seine Anstellung an der Universität zurück. Von dort wechselte er 1945 an den Lehrstuhl für Kunstgeschichte und Archäologie an die Universität Valladolid. Er wurde der erste Professor für Kunstgeschichte. Hier blieb er zehn Jahre und wurde erst Prodekan und anschließend Dekan der Fakultät. Im Jahr 1951 unternahm er mit seiner Frau, anlässlich ihrer Silberhochzeit, eine Reise durch Frankreich. 1955 endete seine akademische Laufbahn mit der Pensionierung. Auch anschließend war er noch sehr aktiv. Zuletzt reiste er im Juni 1956 nach La Coruña, um dort eine Veranstaltung zu leiten. Doch kaum dass er angekommen war, wurde er mit einer Lungenentzündung ins Krankenhaus eingeliefert und starb am folgenden Tag.

## Familie
Am 6. September 1926 heiratete de Apraiz Mari Cruz (geboren am 17. Dezember 1897), die Tochter des angesehenen Bürgers Eduardo Landeta aus Bilbao.
- Javier (* 29. März 1928)
- Begoña (* 25. November 1930)

## Schriften (Auswahl)
- Doña Inés de Castro en el teatro castellano. Madrid 1905 (Hochschulschrift).
- La casa y la vida en la antigua Salamanca. Salamanca, 1917.
- El „malhumorismo“ de Goya. 1946.
- Las disciplinas estéticas y sus métodos en la universidad. Barcelona 1931.